# Бурімська волость
Бурімська волость — історична адміністративно-територіальна одиниця Борзнянського повіту Чернігівської губернії з центром у селі Бурімка.
Станом на 1885 рік складалася з 7 поселень, 14 сільських громад. Населення — 5813 осіб (2835 чоловічої статі та 2978 — жіночої), 947 дворових господарств.
|                     | Площа, десятин | У тому числі орної, дес. |
| ------------------- | -------------- | ------------------------ |
| Сільських громад    | 6853           | 4595                     |
| Приватної власності | 2862           | 1631                     |
| Іншої власності     | 103            | 73                       |
| Загалом             | 9818           | 6299                     |

Основні поселення волості:
- Бурімка — колишнє державне село при річці Буримня за 45 верст, 2004 особи, 355 дворів, православна церква, 3 постоялих будинки, лавка.
- Вишнівка — колишнє державне та власницьке село при річці Удай, 846 осіб, 155 осіб, постоялий будинок.
- Припутні — колишнє державне та власницьке село при річці Удай, 1721 особа, 251 двір, православна церква, 3 постоялих будинки, 3 лавки, вітряний млин.
- Романівщина (Софіївка) — колишнє державне та власницьке село при річці Ічня, 151 особа, 18 дворів, цегельний і винокурний заводи.
- Шиловичі — колишнє власницьке село, 814 осіб, 157 дворів, православна церква, 2 постоялих будинки.